# Majá-bhashia
El Majá-bhashia (‘gran comentario’) —atribuido al gramático Patanyali (que no debe ser confundido con el fundador del yoga, del siglo VI a. C.)— es un comentario sobre reglas seleccionadas de la gramática sánscrita del tratado Ashtadhiai (del gramático Panini), así como el Varttika (del matemático Katiaiana), que era una elaboración de la gramática de Panini. Está fechado en el siglo II a. C. aproximadamente.

## Transliteración
- Mahābhāṣya, en el AITS (alfabeto internacional de transliteración sánscrita).

## Contenido
Patanyali es uno de los tres gramáticos sánscritos más famosos de la antigua India; los otros dos fueron Panini y Katiaiana, que precedieron a Patañjali (datado hacia el 150 a. C.).
El trabajo de Katiaiana (casi 1500 vārtikas de Pāṇini) está disponible sólo a través de las referencias en la obra de Patanyali.
Con Patanyali, la ciencia lingüística de la India alcanzó su forma definitiva.
El sistema establecido es muy detallado en cuanto a shiksha (fonología, incluyendo acentuación) y viakarana (gramática y morfología lingüística).
La sintaxis es apenas tocada, porque no se consideraba importante en este idioma altamente flexivo, pero sí se discute nirukta (etimología), y estas etimologías conducen naturalmente a explicaciones semánticas.
La gente interpreta que su obra es una defensa de Panini, cuyos sutras son elaborados de manera significativa.
Patañjali también examina a Katiaiana más severamente.
Katiaiana introdujo el discurso semántico en la gramática, a la cual Patañjali desarrolló más ampliamente, a tal punto que el Majá-bhashia se puede considerar una mezcla de la gramática propiamente dicha, con una filosofía de la gramática.
El Kāśika-vritti de Yaia Aditia y Vamana (mencionados por Itsing) incluían los puntos de vista de otros gramáticos, incluso de los que no se ajustaban a las opiniones de Patañjali.
Se han escrito muchos comentarios sobre el Majá-bhashia, de los cuales el más celebrado es el comentario Kaiiata pradipa (hacia el siglo XI d. C.).
Después de Kaiiata, comenzó a declinar el interés por el estudio de la gramática sánscrita de acuerdo a la secuencia tradicional de los sutras paninianos, y empezó a ganar terreno un nuevo sistema simplificado, que inició el erudito budista Dharmakirti través de su Rupa-avatara, un comentario sobre Panini que excluía los sūtras védicos de Panini.
James R. Ballantyne (1813-1864) publicó la primera parte del Majábhashia de Patanyali en 1856, abriendo por primera vez la tradición gramatical india a una amplia audiencia con intereses académicos europeos.